# 이벤 모글렌
이벤 모글렌(Eben Moglen, 1959년 7월 13일~)은 컬럼비아 로스쿨의 교수이다. 또한 그는 자유 소프트웨어 재단을 포함한 수많은 프로 보노 고객들을 변호하는 소프트웨어 자유 법률센터(Software Freedom Law Center)의 설립자 겸 회장이다. 리처드 스톨만과 함께 자유 소프트웨어 재단의 GPL을 포함한 GNU 라이선스를 작성했다.

## 같이 보기
- 일반 공중 사용 허가서